# Conan (praatprogramma)

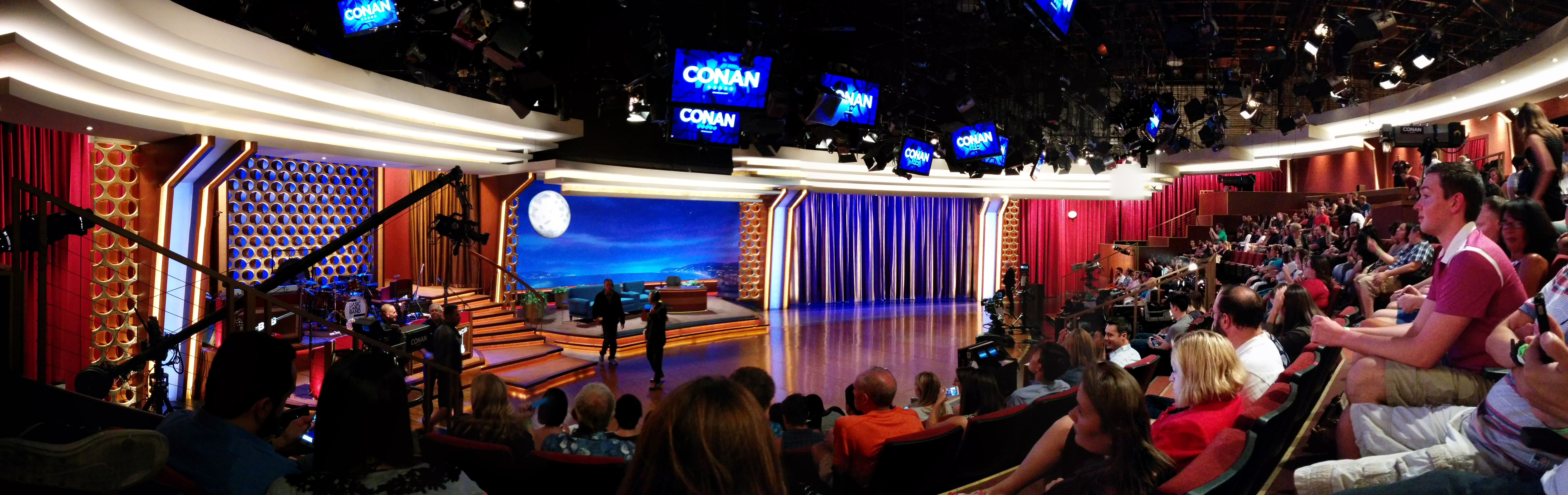
Conan-set op het Warner Bros.-terrein in Burbank, Californië

Conan was een Amerikaans praatprogramma dat elke maandag tot en met donderdag om 23.00 uur Eastern Standard Time werd uitgezonden op het televisiekanaal TBS.
Het programma werd voor het eerst uitgezonden in november 2010 en wordt gepresenteerd door schrijver en comedian Conan O'Brien en zijn "sidekick" Andy Richter.